# Éric Collado
 (juillet 2014).
Si vous disposez d'ouvrages ou d'articles de référence ou si vous connaissez des sites web de qualité traitant du thème abordé ici, merci de compléter l'article en donnant les références utiles à sa vérifiabilité et en les liant à la section « Notes et références ».
Éric Collado, né le 17 juillet 1963 à Marseille, est un comédien et humoriste français.

## Biographie
Originaire de Marseille, il est lauréat des concours d'humour et émissions télévisées auxquelles il participe (Yacapa sur France 3, Graines de star sur M6 entre autres) ; c'est surtout pour sa participation à l'émission Fiesta de Patrick Sébastien sur France 2 qu'il se fait remarquer. Le succès de la parodie des Boys Band, intitulée « Nous c nous », avec Jean Dujardin et Bruno Salomone, Philippe Urbain et Éric Massot débouche sur une émission télévisée intitulée Nous c Nous à la télé, qui durera deux années. Il revient ensuite à la scène, au one-man-show, et au théâtre avec entre autres la pièce aux 2 millions de spectateurs Le Clan des divorcées d'Alil Vardar.
Au cinéma, on le retrouve à l'affiche de Didier d'Alain Chabat, de Brice de Nice aux côtés de son ami Jean Dujardin, et dans La French de Cedric Jimenez avec Jean Dujardin et Gilles Lellouche.
Il vit à Mandelieu avec sa compagne Sonia Grosdidier.

## Parcours
| Octobre 1992   | Vainqueur de l'émission YACAPA sur France 3                                                                                    |
| Janvier 1993   | Spectacle One Man Gros |
| Octobre 1994   | Carré Blanc, Quand t'es gros t'es beau                                                                                         |
| Septembre 1995 | La bande du Carré Blanc |
| Mai 1996       | Vainqueur de l'émission Graines de Star sur M6                                                                                 |
| Juin 1997      | Création des Nous Ç Nous |
| Juillet 1997   | Acteur dans Didier |
| Septembre 1998 | Fiesta de Patrick Sébastien sur France 2                                                                                       |
| Juillet 1999   | Émission Nous Ç Nous sur France 2                                                                                              |
| Septembre 2000 | Émission Nous Ç Nous - Nos Chaines à Nous sur France 3                                                                         |
| Septembre 2001 | Spectacle Maité et Micheline en tournée                                                                                        |
| Mai 2002       | Spectacle Moi C Moi |
| Novembre 2003  | Pièce Entre père et fils Auteur : Éric Collado                                                                                 |
| Mai 2004       | Acteur dans Brice de Nice |
| Janvier 2005   | Création Concept Maig'rire |
| Janvier 2006   | Spectacle Kantuveu Tupeu |
| Juillet 2006   | Création Concept Oh le con !                                                                                                   |
| 2007 - 2008    | Pièce Le Clan des divorcées (tournée) Auteur : Alil Vardar                                                                     |
| 2009           | Pièce L'Enragé (Le Paris (Festival d'Avignon)) Auteur : Maria Ducceschi                                                        |

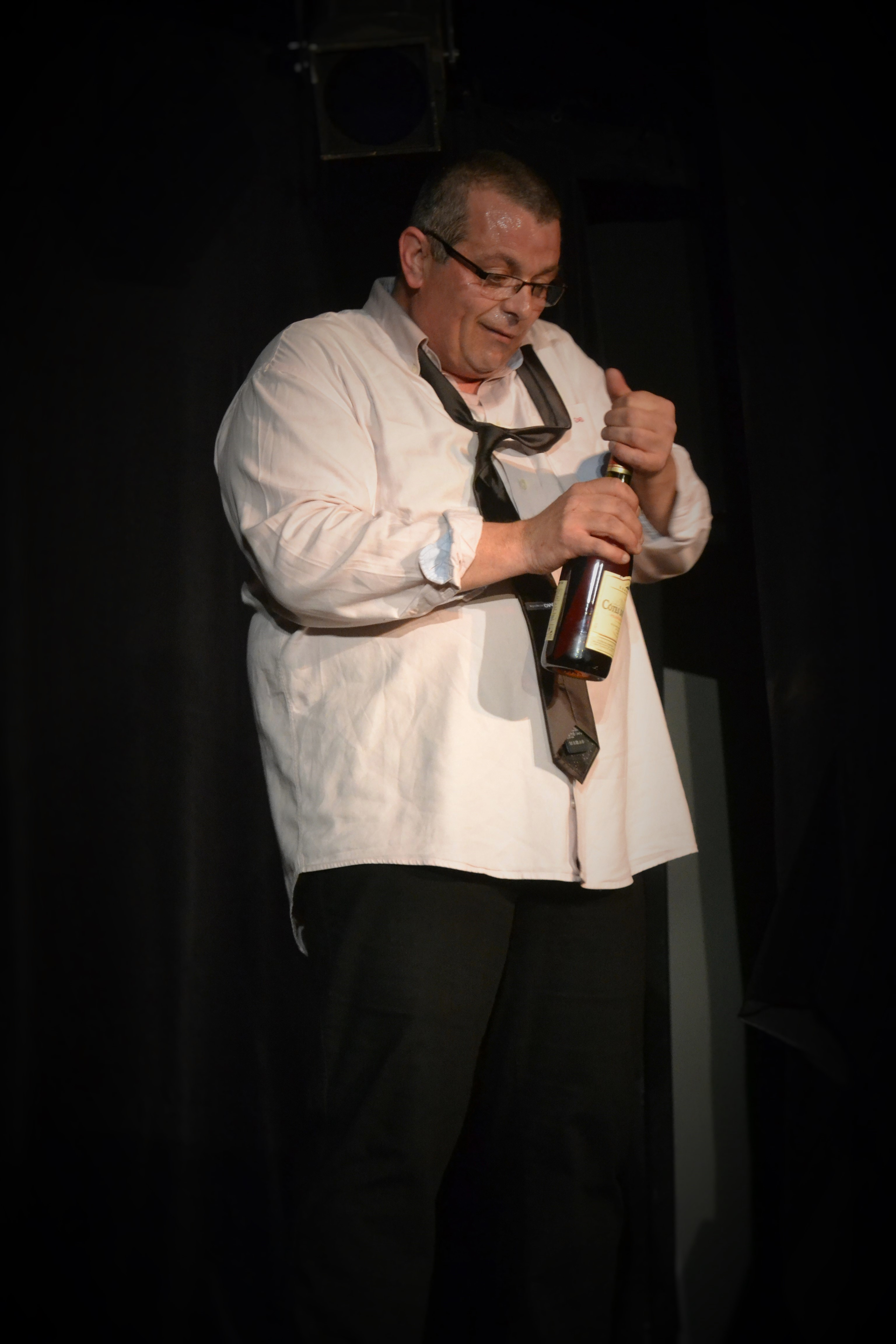
Éric Collado sur scène en 2014.

| 2011           | Pièce Réactions en chaîne (tournée) Auteurs : Éric Carrière, Jean-Marc Longval et Smaïn                                        |
| 2011           | Téléfilm L'Affaire de l'illusionniste dans la série Empreintes criminelles                                                     |
| 2012           | Pièce Le Clan des divorcées (La Grande Comédie, Paris)                                                                         |
| 2012           | Pièce Le Buzz ou comment devenir un vrai people ! (Le Paris (Festival d'Avignon)) Auteurs : Éric Carrière et Jean-Marc Longval |
| 2013           | Pièce Le Clan des divorcées (tournée)                                                                                          |
| 2013           | Pièce Entre père et fils (tournée) Auteur : Éric Collado                                                                       |
| 2013/2014/2016 | One Man Show Éric Collado Joue pour vous (tournée) Auteur : Éric Collado, Mise en scène : Bruno Salomone                       |
| 2014           | Pièce Enfer et contre tout (tournée) Auteur : Georges Beller                                                                   |
| 2017           | spectacle Une journée au paradis (tournée) Auteur : Éric Collado, Mise en scène : Bruno Salomone                               |
| Décembre 2017  | Les Mystères de l'amour (Prime)                                                                                                |
| 2018           | Pièce Veuve à tout prix (tournée)                                                                                              |
| 2019-2023      | One man show Faites vite Faites vite                                                                                           |

## Filmographie
- 1997 : Didier : Le videur

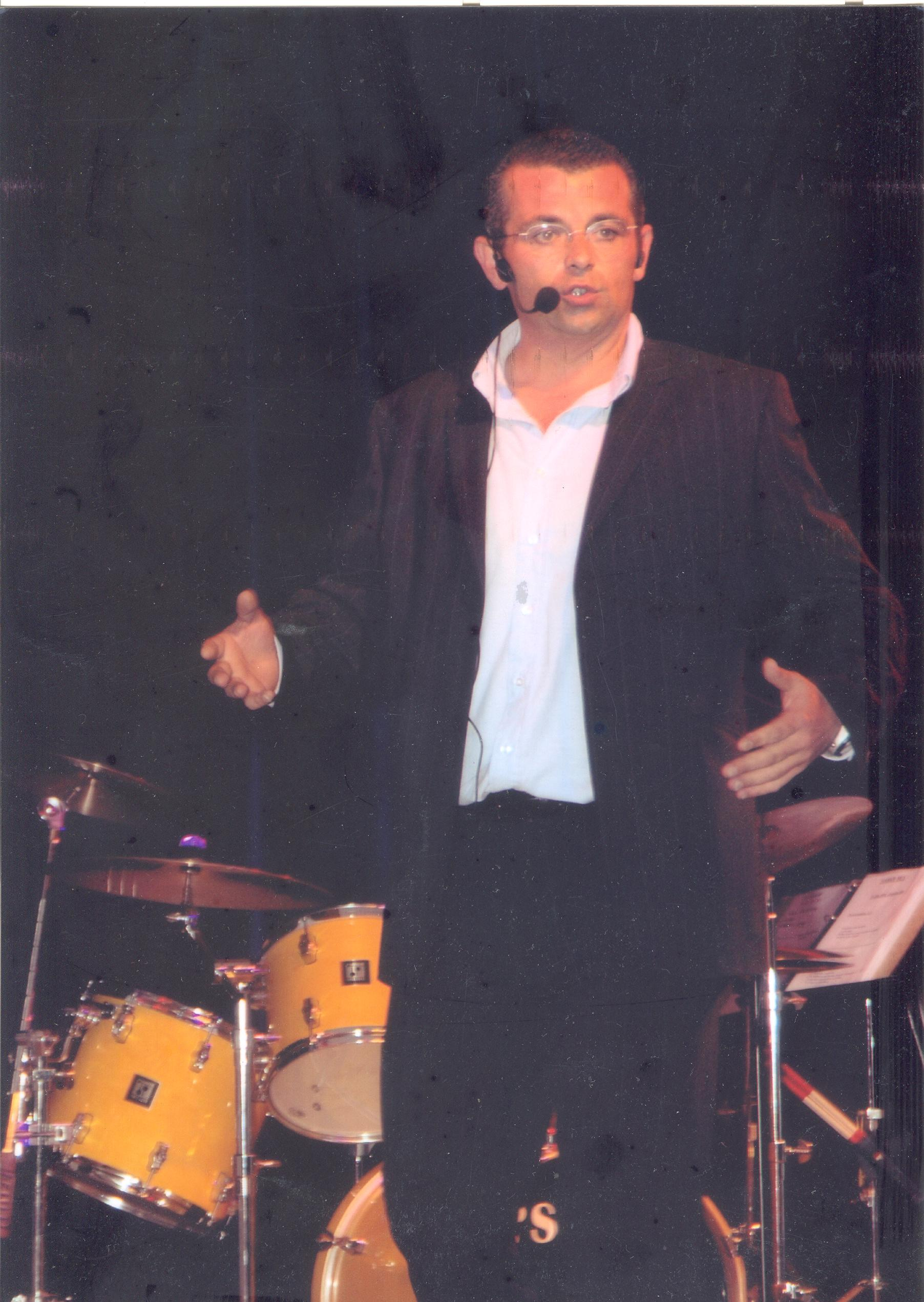
Éric Collado sur scène en 2007.

- 2005 : Brice de Nice : André, le policier
- 2012 : La Promotion de Manu Joucla
- 2014 : La French
- 2016 : Le Périple de Vincent Orst
- 2016 : Brice 3 de James Huth : Eric du Croisic
- 2019 : Myster Mocky présente, épisode Plutôt mourir dans l'eau profonde de Jean-Pierre Mocky
- 2022 : Selon la police de Frédéric Videau
- 2024 : Père Noël à domicile de Manu Joucla

## Théâtre
- Le Clan des divorcées (2007) : Brigitte
- Entre père et fils (2003) : Éric (auteur)
- L'Enragé (2009)
- Réactions en chaînes (2011)
- Le Clan des divorcées (2012 - 2013)
- Le Buzz ou comment devenir un vrai people ! (2012)
- Entre père et fils (2013)

## Émission de télévision
- Émission Un dîner presque parfait(Spéciale humoristes) - candidat gagnant de la semaine, diffusée sur W9 du 30 mai au 3 juin 2022